# Liste der Städte in Arizona
Die folgende Liste zeigt alle Kommunen und Siedlungen im US-Bundesstaat Arizona. Sie enthält sowohl Citys, Towns und Villages als auch Census-designated places (CDP).
Die obere Tabelle enthält die Städte mit mehr als 30.000 Einwohnern:
Stand: (U.S. Census 2020)
| Rang | Stadt               | County                       | Einwohnerzahl (2020) |
| ---- | ------------------- | ---------------------------- | -------------------- |
| 1    | Phoenix             | Maricopa County              | 1.608.139            |
| 2    | Tucson              | Pima County                  | 542.629              |
| 3    | Mesa                | Maricopa County              | 504.258              |
| 4    | Chandler            | Maricopa County              | 275.987              |
| 5    | Gilbert             | Maricopa County              | 267.918              |
| 6    | Glendale            | Maricopa County              | 248.325              |
| 7    | Scottsdale          | Maricopa County              | 241.361              |
| 8    | Peoria              | Maricopa- und Yavapai County | 190.985              |
| 9    | Tempe               | Maricopa County              | 180.587              |
| 10   | Surprise            | Maricopa County              | 143.148              |
| 11   | San Tan Valley*     | Pinal County                 | 99.894               |
| 12   | Yuma                | Yuma County                  | 95.548               |
| 13   | Goodyear            | Maricopa County              | 95.294               |
| 14   | Buckeye             | Maricopa County              | 91.502               |
| 15   | Avondale            | Maricopa County              | 89.334               |
| 16   | Flagstaff           | Coconino County              | 76.831               |
| 17   | Casas Adobes*       | Pima County                  | 70.973               |
| 18   | Queen Creek         | Maricopa- und Pinal County   | 59.519               |
| 19   | Maricopa            | Pinal County                 | 58.125               |
| 20   | Lake Havasu City    | Mohave County                | 57.144               |
| 21   | Casa Grande         | Pinal County                 | 53.658               |
| 22   | Catalina Foothills* | Pima County                  | 52.401               |
| 23   | Marana              | Pima County                  | 51.908               |
| 24   | Oro Valley          | Pima County                  | 47.070               |
| 25   | Prescott Valley     | Yavapai County               | 46.785               |
| 26   | Prescott            | Yavapai County               | 45.827               |
| 27   | Sierra Vista*       | Cochise County               | 45.308               |
| 28   | Bullhead City       | Mohave County                | 41.348               |
| 29   | Sun City*           | Maricopa County              | 39.931               |
| 30   | Apache Junction     | Pinal County                 | 38.499               |
| 31   | El Mirage           | Maricopa County              | 35.805               |
| 32   | San Luis            | Yuma County                  | 35.257               |
| 33   | Sahuarita           | Pima County                  | 34.134               |
| 34   | Kingman             | Mohave County                | 32.689               |

*Census-designated place

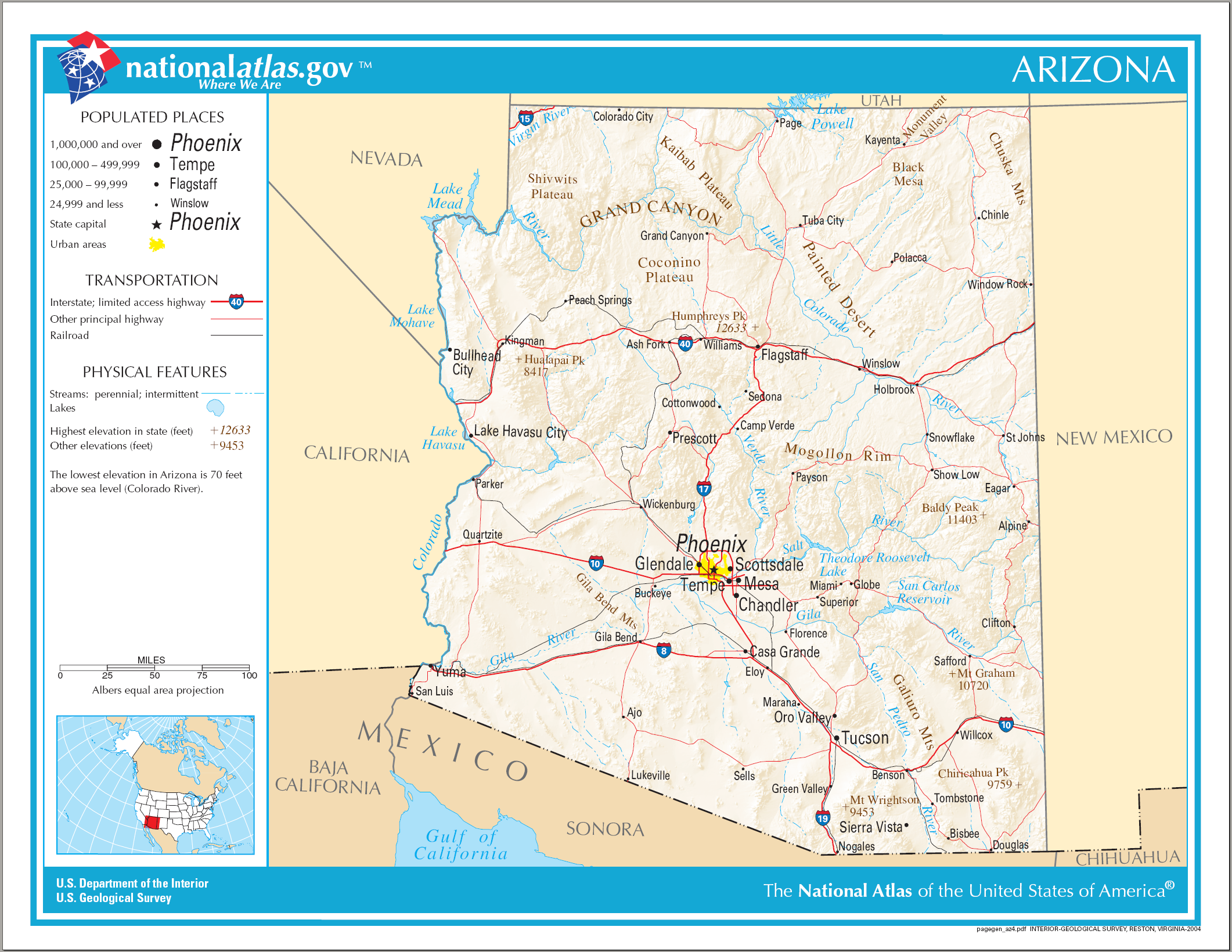
Karte von Arizona

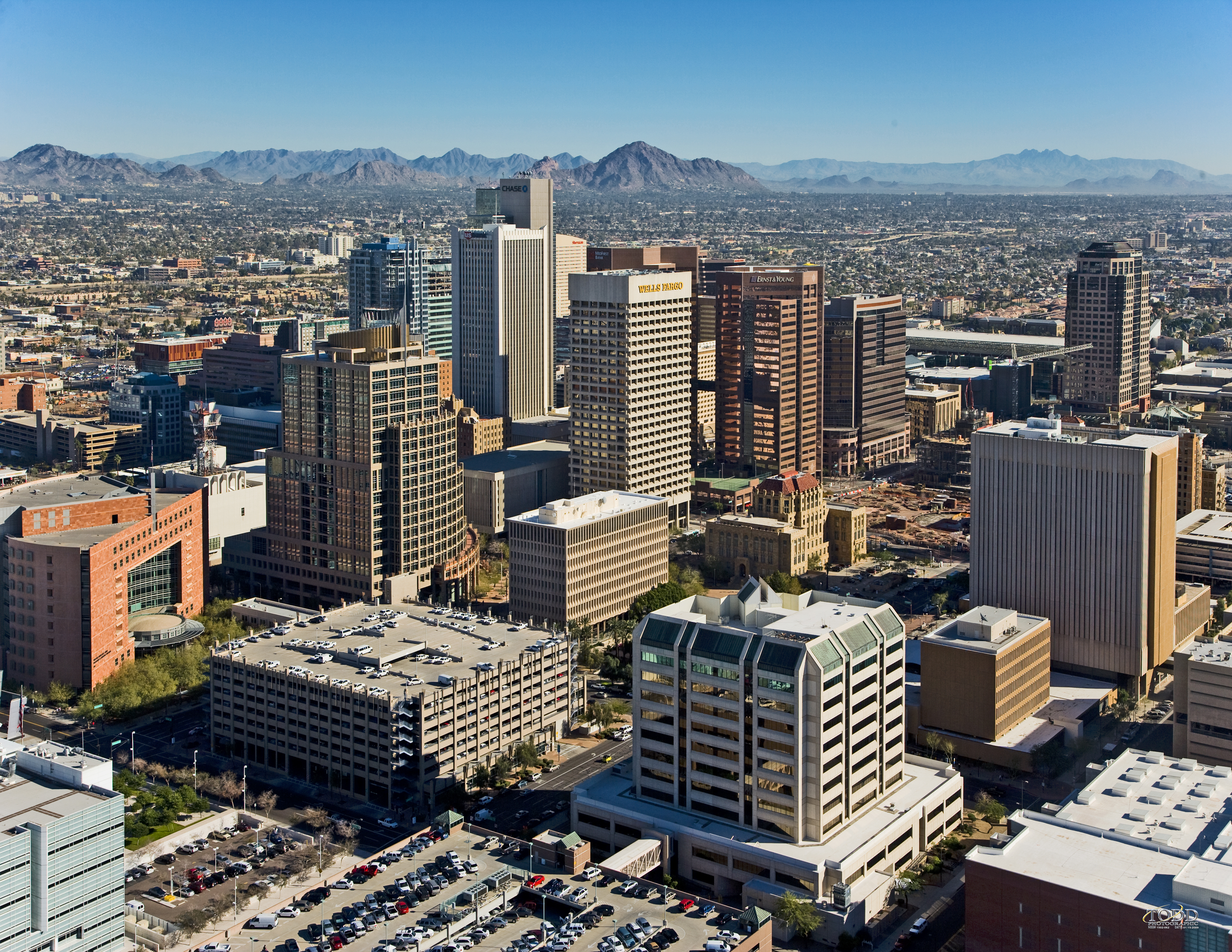
Phoenix ist mit 1,5 Millionen Einwohnern die größte Stadt und zugleich Hauptstadt von Arizona.

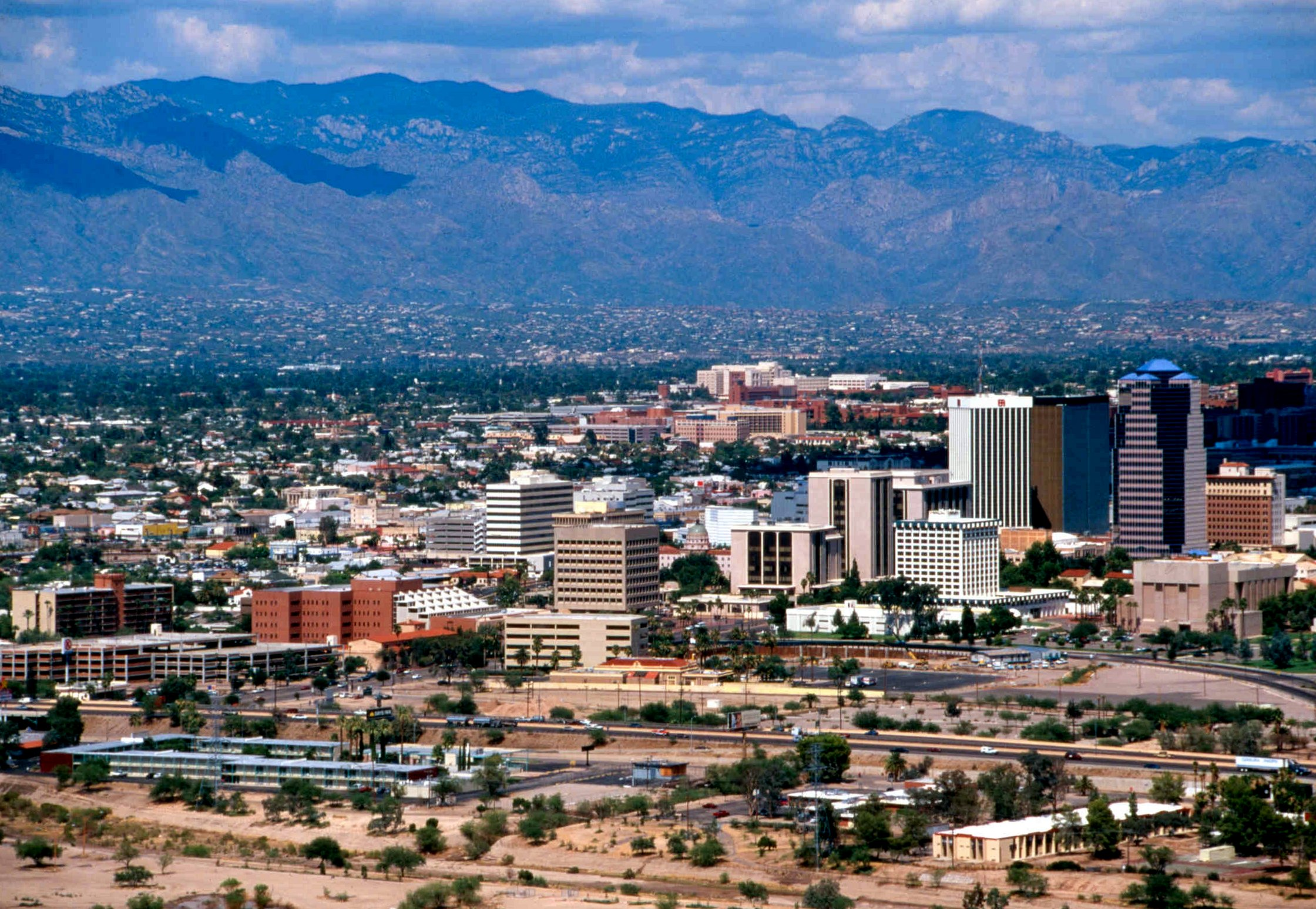
Tucson

Weitere Siedlungen in alphabetischer Reihenfolge:
- Ajo
- Amado (Arizona)
- Arizona City
- Arizona Village
- Ash Fork
- Avra Valley
- Bagdad (Arizona)
- Benson (Arizona)
- Bisbee (Arizona)
- Bitter Springs (Arizona)
- Black Canyon City
- Bluewater (Arizona)
- Bouse
- Burnside (Arizona)
- Cameron (Arizona)
- Camp Verde (Arizona)
- Canyon Day
- Carefree (Arizona)
- Catalina (Arizona)
- Cave Creek
- Chilchinbito
- Chinle
- Chino Valley
- Cibecue
- Cibola (Arizona)
- Clifton (Arizona)
- Colorado City (Arizona)
- Coolidge (Arizona)
- Corona de Tucson
- Cottonwood (Arizona)
- Dennehotso
- Desert Hills
- Dilkon
- Dolan Springs
- Douglas (Arizona)
- Drexel Heights
- Drexel-Alvernon
- Duncan (Arizona)
- Eagar
- East Fork
- East Sahuarita
- Ehrenberg (Arizona)
- Elgin
- Eloy
- First Mesa
- Florence
- Flowing Wells
- Fort Defiance (Arizona)
- Fortuna Foothills
- Fountain Hills
- Fredonia (Arizona)
- Gadsden (Arizona)
- Ganado (Arizona)
- Gila Bend
- Globe (Arizona)
- Golden Valley
- Grand Canyon Village
- Greasewood
- Green Valley
- Guadalupe
- Heber-Overgaard
- Helvetia
- Holbrook
- Houck
- Huachuca City
- Jeddito
- Jerome
- Kachina Village
- Kaibab
- Kayenta
- Kingman
- Kykotsmovi Village
- Litchfield Park
- Littlefield
- Littletown
- Lukachukai
- Lukeville
- Many Farms
- McNary
- Meadview
- Mesquite Creek
- Miami
- Mobile
- Mohave Valley
- Mojave Ranch Estates
- Morenci
- Munds Park
- Naco (Arizona)
- Nazlini
- New Kingman-Butler
- New River (Arizona)
- Nogales (Arizona)
- Oljato-Monument Valley (Arizona)
- Page (Arizona)
- Paradise Valley (Arizona)
- Parker (Arizona)
- Parker Strip
- Parks (Arizona)
- Patagonia (Arizona)
- Payson (Arizona)
- Peach Springs
- Piato Vaya
- Picture Rocks
- Pima (Arizona)
- Pirtleville
- Pisinemo
- Poston
- Prescott
- Prescott Valley
- Quartzsite
- Queen Creek
- Red Mesa
- Rio Rico Northeast
- Rio Rico Northwest
- Rio Rico Southeast
- Rio Rico Southwest
- Rio Verde (Arizona)
- Rock Point
- Rough Rock
- Round Rock
- Safford (Arizona)
- Salome (Arizona)
- San Carlos (Arizona)
- Santa Rosa (Arizona)
- Sawmill
- Second Mesa
- Sedona
- Sells (Arizona)
- Shongopovi
- Shonto
- Show Low
- Sierra Vista Southeast
- Snowflake
- Somerton (Arizona)
- Sonoita (Arizona)
- South Tucson
- Springerville
- St. David (Arizona)
- St. Johns (Arizona)
- St. Michaels
- Star Valley
- Steamboat
- Summit (Arizona)
- Sun City (Arizona)
- Sun City West
- Sun Lakes (Arizona)
- Swift Trail Junction
- Tacna (Arizona)
- Tanque Verde
- Teec Nos Pos
- Thatcher (Arizona)
- Three Points
- Tolleson (Arizona)
- Tombstone
- Tonalea
- Tortolita
- Tsaile
- Tuba City
- Tubac
- Tucson Estates
- Tumacacori-Carmen
- Tusayan
- Vail (Arizona)
- Valencia West
- Wellton
- Wenden (Arizona)
- Whetstone (Arizona)
- Whiteriver
- Wickenburg (Arizona)
- Willcox
- Williams (Arizona)
- Willow Valley
- Window Rock
- Winslow (Arizona)
- Wintersburg (Arizona)
- Young (Arizona)
- Youngtown (Arizona)